# Cosimo Francioso
Cosimo Francioso (Brindisi, 24 gennaio 1967) è un allenatore di calcio ed ex calciatore italiano, di ruolo attaccante, tecnico in seconda della squadra Primavera del Sassuolo.

## Carriera

### Giocatore
Dal 1983 al 1987 ha giocato nella Pro Italia Galatina, con una parentesi di una stagione (1984-1985) al Gallipoli. Dal 1987 al 1995 ha vestito le maglie di Sassuolo, Avellino (7 presenze e nessun gol nella Serie A 1987-1988), Barletta, Casale, Carpi, Venezia (nessuna presenza), Ravenna e Casarano (Serie C1 1994-1995).
Passato al Lecce nel 1995, nel 1995-1996 ha disputato, vincendolo, il campionato di Serie C1 e l'anno seguente il campionato di Serie B, sempre con i salentini, promossi in Serie A al termine della stagione. In giallorosso ha formato un valido tandem d'attacco con il corregionale Francesco Palmieri. Il bilancio di Francioso con i salentini è di 36 gol in 66 partite di campionato. 

Francioso in azione al Lecce nella stagione 1996-1997

Dal 1997 al 2002 ha giocato in Serie B con Ravenna, Monza e Genoa. Dopo varie peregrinazioni, è proprio la compagine genoana quella cui si legherà più a lungo in tutta la carriera, ottenendo il titolo di capocannoniere della Serie B 1999-2000 con 24 reti. Il 5 novembre 2001, con un calcio di punizione, decise il derby della Lanterna vinto per 1-0 dal Genoa.
Trasferitosi al Brindisi, squadra della sua città natale, ha preso parte a due campionati di Serie C2 (2002-2003 e 2003-2004) e al campionato regionale di Eccellenza nel 2004-2005. Nella stagione 2005-2006 è stato acquistato dal Grottaglie, in Serie D, dove ha chiuso la carriera.

### Allenatore
Nella stagione 2006-2007 ricopre l'incarico di allenatore del Casarano, squadra militante nella Promozione pugliese, dimettendosi dopo sei giornate.
Nella stagione 2007-2008 subentra a campionato già in corso sulla panchina del Francavilla, squadra di Francavilla Fontana che milita in Eccellenza pugliese, vincendo al termine della stagione il campionato, guidando la squadra a una storica promozione in Serie D. Al termine della stagione 2008-2009, dopo aver guidato la squadra alla salvezza, il rapporto viene interrotto consensualmente. Nella stagione 2009-2010 il tecnico subentra sulla panchina biancoceleste nel mese di novembre a Luigi De Rosa, venendo esonerato a febbraio.
Nella stagione successiva è alla guida del Martina nel campionato pugliese di Eccellenza, subentrando all'esonerato Ciracì nel dicembre 2010. La squadra vincerà il campionato, al termine del quale il tecnico non rinnova il contratto.
Il 13 dicembre 2011 diventa ufficialmente il nuovo allenatore del Pomigliano, sostituendo il dimissionario Massimiliano Farris. Il 29 aprile 2012 è esonerato dalla società campana, che ritiene il gioco della squadra non all'altezza delle aspettative.
Nel 2012 siede per un breve periodo sulla panchina della squadra della sua città natale, il Brindisi. Il 3 dicembre 2012, dopo un ciclo di 7 sconfitte in 8 gare, che relega la squadra in zona playout, è esonerato dopo il 5-1 casalingo subíto contro la Battipagliese. A novembre 2013 torna ad allenare il Francavilla, ma dopo 2 mesi è esonerato.
Nel gennaio 2015 torna alla guida del Pomigliano; a metà marzo, con la squadra in scarsa posizione di classifica, termina la sua seconda esperienza pomiglianese con un altro esonero, dopo quello del 2012
Dalla stagione 2019-2020 è nello staff della squadra Under-18 del Sassuolo, come vice dell'allenatore Filippo Pensalfini. Nella stagione 2020-2021 passa al ruolo di vice della squadra Primavera neroverde, con Emiliano Bigica allenatore. Segue l'allenatore barese, nelle vesti di vice, anche nella sua avventura da allenatore ad interim della prima squadra, a seguito dell'esonero di Alessio Dionisi.

## Palmarès

### Giocatore

#### Club
- Campionato italiano Serie C2: 1

Ravenna: 1991-1992 (girone A)
- Campionato italiano Serie C1: 2

Ravenna: 1992-1993 (girone A)
Lecce: 1995-1996 (girone B)
- Coppa Italia Serie C: 1

Brindisi: 2002-2003

#### Individuale
- Capocannoniere della Serie B: 1

1999-2000 (24 gol)

### Allenatore
- Eccellenza: 2

Francavilla: 2007-2008
Martina: 2010-2011